# チリツィ・マルワラ
チリツィ・マルワラ（Tshilidzi Marwala、1971年7月28日 - ）は、南アフリカ共和国の人工知能エンジニア、コンピューター・サイエンティスト、機械技術者、国連大学学長。

## 経歴
リンポポ州のドゥトゥニ村で生まれ、Mbilwi中学校とヨハネスブルグのSt.John's Collegeに通った。英国ケンブリッジ大学で人工知能の博士号を取得し、ケース・ウェスタン・リザーブ大学で機械工学の理学士号を取得し、優等で卒業した。

## 人物
マルワラは、国連大学の学長であり、国連事務次長である。マルワラは以前、南アフリカ共和国のヨハネスブルグ大学の副総長兼校長を務めていた。彼は以前、ヨハネスブルグ大学で研究と国際化を担当する副学長、工学部長、ウィットウォータースランド大学で電気工学の教授を務めていた。インペリアル・カレッジ・オブ・サイエンス・テクノロジー・アンド・メディスンの博士研究員だった。ネルソン・マンデラ財団の理事そしてネッドバンクの理事を務めた。

## ヨハネスブルグ大学副学長

### 第4次産業革命
マルワラは、南アフリカ共和国ヨハネスブルグ大学の副学長として、南アフリカで第4次産業革命（4IR）を推進し、国連の持続可能な開発目標（SDGs）を加速するようヨハネスブルグ大学を位置づけた。第4次産業革命を推進するために、マルワラは人工知能に関する必修コースと、専攻に関係なくすべての学生を対象としたアフリカ インサイト コースを導入した。さらに、彼は、アフリカ大陸を理解するために、何千人もの学生がアフリカのさまざまな国にバスで旅行するバス・プロジェクトでアフリカを紹介した。

### ランキング
彼のリーダーシップの下、ヨハネスブルグ大学は、持続可能な開発目標に関する2021年 Times Higher Education (THE) University Impact Rankingsでアフリカで1位にランクされ、ディーセント ワークと経済成長（SDG 8）で世界で1位にランクされた。2022年のTimes Higher Education Impact Rankingでは、アフリカで2位、南アフリカで1位にランクされた。2018年から2022年にかけて、ヨハネスブルグ大学は研究成果を南アフリカで6位から2位に増やした。さらに、Quacquarelli Symonds（QS）ランキングによると、UJは2021年にアフリカで5位（2020年に発表）から2023年にアフリカで2位（2022年に発表）に上昇した。

### 寄付金の活動
マルワラは手ごわい資金調達者であり、彼のリーダーシップの下、ヨハネスブルグ大学は2018年から2022年にかけて6100万ドルから2億ドルに寄付金を増やし、キャンパス（1000万ドル）とメディア24パーク（2000万ドル）を建設し、ソウェト・レジデンス・コンプレックス（3000万ドル）を完成させた。さらに、ヨハネスブルグ大学は、2018年から2022年にかけて、太陽エネルギーによる電力消費を0%から15%に増加させた。

### 研究所
マルワラは、ヨハネスブルグ高等研究所、UJプレス、ヨハネスブルグ・ビジネス・スクール、未来研究所、西インド諸島大学グローバル・アフリカ問題研究所、インテリジェント・システム研究所の設立の発案者であった。

## 南アフリカ政府および国連
マルワラは、政策決定機関で世界的および全国的に奉仕してきた。最近では、南アフリカの第4次産業革命に関する大統領委員会の副議長を務めました（南アフリカのシリル・ラマポーザ大統領が議長を務めた）。この委員会は、同国の第4次産業革命戦略を策定した。マルワラは、ルワンダに本拠を置くモノのインターネットにおけるアフリカ・センター・オブ エクセレンス（ACE-IoT）の国際科学諮問委員会の議長を務めている。世界的には、医療における人工知能の使用に関する倫理ガイドラインを作成した世界保健機関（WHO）の委員会のメンバーだった。さらに、彼は、パリの国際科学会議（ICSU）のオープンデータに関する国際協定を策定した委員会のメンバーでもあった。彼はナミビア政府から第4次産業革命タスク チームに任命された。Marwalaは、ユネスコ、UNIDO、WHO、ITU、ILO、UNICEF、and WIPOなどの機関を通じて国連とも協力してきた。

## 国連事務総長の科学諮問委員会
2023年8月3日、マルワラはアントニオ・グテーレス国連事務総長によって、新興課題に備え、科学の進歩による利益を活用し、潜在的なリスクを軽減するために設立された科学諮問委員会のメンバーに任命された。この委員会は、科学、倫理、ガバナンス、そして持続可能な開発の交錯点における最新動向に関する知見を独立した立場から提供し、国連のリーダーたちが人類、地球、そして繁栄のための活動において、最新の科学的進展を予期し、それに適応して活用していくことを支援する。マルワラは国連大学学長として、国連本部ウェブサイトのプレスリリースで「13の研究所でSDGsの全17目標に関する膨大な研究を推進する国連大学は、独特の立場から、事務総長の科学諮問委員会を通じて事務総長や国連幹部に科学的知見を提供することができます」と述べた。

## その他の活動
- ネッドバンク(2019-2023)
- ネルソン・マンデラ財団の理事(2020-2023)

## 賞と栄誉
マルワラは、アメリカ芸術科学アカデミー TWAS およびアフリカ科学アカデミーのメンバーである。 高校時代、彼は全米ユース・サイエンス・オリンピアードで優勝し、ロンドン国際ユース・サイエンス・フォーラムで南アフリカを代表した。彼はマプングブウェ勲章を受章する。2022年、マルワラは第4次産業革命への取り組みが評価され、南アフリカのITパーソナリティ・オブ・ザ・イヤー賞を受賞する。マルワラは、ジョージアの首都トビリシにあるコーカサス大学とベンダ大学から名誉博士号を授与される。

## 政策概要
- AI モデルのトレーニングにおける合成データの利用：持続可能な開発に向けたチャンスとリスク機械学習の工程で利用される合成データの広範な影響の理解 https://collections.unu.edu/eserv/UNU:9216/UNU-TB_1-2023_Use-of-Synthetic-Data-to-Train-AI-Models_JP.pdf
- 持続可能な開発のための半導体チップ https://collections.unu.edu/eserv/UNU:9267/UNU-TB_2-2023_Semiconductor-Chips-for-SD_JP.pdf
- 越境データ流通の規制: グローバルで包摂的な人工知能の ための安全なデータ共有の活用 http://collections.unu.edu/eserv/UNU:9291/UNU-TB_3-2023_Regulating-Cross-Border-Data-Flows_JP.pdf

## 著書
- Tshilidzi Marwala (2010). Finite Element Model Updating Using Computational Intelligence Techniques: Applications to Structural Dynamics. Heidelberg: Springer. ISBN 978-1-84996-322-0
- Tshilidzi Marwala; Monica Lagazio (2011). Militarized Conflict Modeling Using Computational Intelligence. Heidelberg: Springer. ISBN 978-0-85729-789-1
- Tshilidzi Marwala (2012). Condition Monitoring Using Computational Intelligence Methods. Heidelberg: Springer. ISBN 978-1-4471-2380-4
- Tshilidzi Marwala (2013). Economic Modeling Using Artificial Intelligence Methods. Heidelberg: Springer. ISBN 978-1-84996-323-7
- Tshilidzi Marwala (2014). Artificial Intelligence Techniques for Rational Decision Making. Heidelberg: Springer. ISBN 978-3-319-11423-1
- Tshilidzi Marwala (2015). Causality, Correlation, and Artificial Intelligence for Rational Decision Making. Singapore: World Scientific. ISBN 978-9-814-63086-3
- Tshilidzi Marwala; Ilyes Boulkaibet; Sondipon Adhikari (2016). Probabilistic Finite Element Model Updating Using Bayesian Statistics: Applications to Aeronautical and Mechanical Engineering. London: John Wiley & Sons. ISBN 978-1-119-15303-0
- Tshilidzi Marwala; Evan Hurwitz (2017). Artificial Intelligence and Economic Theory: Skynet in the Market. London: Springer. ISBN 978-3-319-66104-9
- Bo Xing; Tshilidzi Marwala (2018). Smart Maintenance for Human–Robot Interaction: An Intelligent Search Algorithmic Perspective. London: Springer. ISBN 978-3-319-67480-3
- Bo Xing; Tshilidzi Marwala (2018). Smart Computing in Crowdfunding.. London: CRC Press. ISBN 978-1-138-57771-8
- Tshilidzi Marwala (2018). Handbook of Machine Learning Volume 1: Foundation of Artificial Intelligence.. Singapore: World Scientific Publishing. ISBN 978-981-3271-22-7
- Tshilidzi Marwala; Collins Achepsah Leke (2019). Handbook of Machine Learning Volume 2: Optimization and Decision Making.. Singapore: World Scientific Publishing. ISBN 978-981-120-566-8
- Collins Achepsah Leke; Tshilidzi Marwala (2019). Deep Learning and Missing Data in Engineering Systems: Applications to Engineering Systems. London: Springer. ISBN 978-3030011796
- Doorsamy Wesley; Sena Paul; Tshilidzi Marwala (2020). The Disruptive Fourth Industrial Revolution. London: Springer. ISBN 978-3-030-48230-5
- Tankiso Moloi; Tshilidzi Marwala (2020). Artificial Intelligence in Economics and Finance Theories. London: Springer. ISBN 978-3-030-42961-4
- Tshilidzi Marwala (2020). Closing the Gap: The Fourth Industrial Revolution in Africa. Johannesburg: Macmillan. ISBN 978-1-77010-786-1
- Tshilidzi Marwala (2021). Rational Machines and Artificial Intelligence. Amsterdam: Academic Press. ISBN 9780128206768
- Bhaso Ndzendze; Tshilidzi Marwala (2021). Artificial Intelligence and Emerging Technologies in International Relations.. Singapore: World Scientific Publishing. ISBN 978-981-123-454-5
- Tshilidzi Marwala (2021). Leading in the 21st Century: The Call for a New Type of African Leader.. Johannesburg: Tracey McDonald Publishers. ISBN 978-1-77626-083-6
- Tshilidzi Marwala (2021). Leadership Lessons from Books I Read.. Johannesburg: Tracey McDonald Publishers. ISBN 9781776260928
- Tankiso Moloi; Tshilidzi Marwala (2021). Artificial Intelligence and the Changing Nature of Corporations. London: Springer. ISBN 978-3-030-76313-8
- Daniel Muller; Fernando Buarque; Tshilidzi Marwala (2022). On Rationality, Artificial Intelligence and Economics. Singapore: World Scientific. ISBN 978-981-125-511-3
- Bhaso Ndzendze; Tshilidzi Marwala (2023). Artificial Intelligence and International Relations Theories. London: Palgrave Macmillan. ISBN 978-9811948763
- Tshilidzi Marwala; Rendani Mbuvha; Wilson Tsakane Mongwe (2023). Hamiltonian Monte Carlo Methods in Machine Learning. Amsterdam: Academic Press. ISBN 978-0443190353
- Tshilidzi Marwala (2023). Artificial Intelligence, Game Theory and Mechanism Design in Politics. London: Palgrave Macmillan. ISBN 978-981-99-5102-4